# Пам'ятки історії Липовецького району
У Липовецькому районі Вінницької області на обліку перебуває 52 пам'ятки історії.
| № п/п | Охоронний № | Найменування пам'ятки | Зображення | Адреса                                                        | Дата (епоха)                                | Дата відкриття або виявлення | Автори               | Матеріал                                | Основні розміри                                 | Рішення про взяття під охорону |
| ----- | ----------- | --- | ---------- | ------------------------------------------------------------- | ------------------------------------------- | ---------------------------- | -------------------- | --------------------------------------- | ----------------------------------------------- | ------------------------------ |
| 1.    | 461         | Братська могила 76 воїнів Червоної армії, працівників партійних органів і МВС                                                                                    |            | м. Липовець, Липовецька міська рада, вул. Леніна              | 1920 р., 1928 р., 1932 р., 1944 р., 1947 р. | 1951 р.                      | Київський худ. фонд  | об. граніт, пост. граніт                | мог. 0,5хх2,3х8 м, об. 2,8 м, п. 0,15х2,20х1,4  | № 313 10.06.1971 р.            |
| 2.    | 462         | Братська могила 565 радянських воїнів, загиблих при обороні й визволенні селища.                                                                                 |            | м. Липовець, Липовецька міська рада, вул. Леніна              | 1943—1944 рр.                               | 1954 р.                      | Київський худ. фонд  | ск. з/бетон, об. з/бетон, пост. з/бетон | ск. 2,2 м, об. 13 м, п. 1,4х1,1х1,1 м           | № 313 10.06.1971 р.            |
| 3.    | 89          | Пам'ятник воїнам — визволителям |            | м. Липовець, Липовецька міська рада, вул. Леніна              | 1944 р.                                     | 1985 р.                      | танк                 | ___                                     | № 228 22.05.1986 р.                             |                                |
| 4.    | 447         | Братська могила 1300 радянських воїнів, загиблих при визволенні села і пам'ятник 200 воїнам — односельчанам, загиблим на фронтах ВВВ                             |            | с. Біла, Білянська с/р, біля Будинку культури                 | 1943—1944 рр., 1941—1945 рр.                | 1955 р.,1970 р.              | Київський худ. фонд  | ск. з/бетон, пост. бетон                | ск. 4 м, п. 1,10х1,70х1,88 м, м. 2х1,5, об. 8 м | № 313 10.06.1971 р.            |
| 5.    | 80          | Пам'ятник 30 тисяч жертв голодомору |            | м. Липовець, Липовецька міська рада, на кладовищі             | 1932—1933 рр.                               | 1993 р.                      | місцеві майстри      | дерево                                  | 1,8 м                                           | № 501 20.12.1993 р.            |
| 6.    | 81          | Братська могила словацьких солдатів, загиблих під час наступу |            | м. Липовець, Липовецька міська рада, на полі                  | 1941 р.                                     | 1942 р.                      | словацькі майстри    | граніт                                  | 4 м                                             | № 501 20.12.1993 р.            |
| 7.    | 196         | Братська могила 106 радянських воїнів, загиблих при визволенні села і пам'ятник 101 воїну — односельчанину, загиблому на фронтах ВВВ                             |            | с. Біла, Білянська с/р на кладовищі, (колишня Шендерівка)     | 1943—1944 рр., 1941—1945 рр.                | 1970 р.                      | Київський худ. фонд  | ск. з/б, пост. цегла                    | ск. 3,5 м, п. 1,10х2,20х3,30 м, м. 2х1,10 м     | № 29 19.06.1977 р.             |
| 8.    | 446         | Братська могила 81 радянського воїна, що полягли при визволенні села                                                                                             |            | с. Берестівка, Лукашівська с/р, біля клубу                    | 1943—1944 рр.                               | 1953 р.                      | Одеський худ. фонд   | ск. з/б, пост. цегла                    | ск. 2,4 м, п. 1,4х1,8х8 м, м.0,3х7х5 м          | № 313 10.06.1971 р.            |
| 9.    | 197         | Пам'ятник 84 воїнам — односельчанам, загиблим на фронтах ВВВ |            | с. Богданівка, Богданівська с/р, в центрі села                | 1941—1945 рр.                               | 1967 р.                      | Одеський худ. фонд   | ск. з/бетон. пост. з/б                  | ск. 3,5 м, п. 1х5х4 м                           | № 29 19.06.1977 р.             |
| 10.   | 448         | Братська могила 724 воїнів Радянської армії, загиблих при визволенні села                                                                                        |            | с. Брицьке, Брицька с/р, біля Будинку культури                | 1943—1944 рр.                               | 1950 р.                      | Київський худ. фонд  | ск. з/б, пост. цегла                    | м. 16×16 м, ск. 2,6 м, п. 2х2х3 м               | № 313 10.06.1971 р.            |
| 11.   | 449         | Братська могила 288 воїнів Радянської армії, загиблих при визволенні села                                                                                        |            | с. Вахнівка, Вахнівська с/р, біля Будинку культури            | 1943—1944 рр.                               | 1955 р.                      | Київський худ. фонд  | ск. з/б, пост. цегла                    | м. 9,5х12,3, ск. 2 м, п. 1,8х1,4х1,3 м          | № 313 10.06.1971 р.            |
| 12.   | 450         | Братська могила 305 воїнів Радянської армії, загиблих при визволенні села                                                                                        |            | с. Вербівка, Вербівська с/р, біля школи                       | 1943—1944 рр.                               | 1952 р.                      | Київський худ. фонд  | ск. з/бетон, пост. камінь               | м. 10×10 м, ск. 2,5 м, п. 1,3х1,3х1,4 м         | № 313 10.06.1971               |
| 13.   | 452         | Пам'ятник 135 воїнам — односельчанам, загиблим на фронтах ВВВ |            | с. Війтівці, Війтовецька с/р, біля контори КСП                | 1941—1945 рр.                               | 1967 р.                      | Київський худ. фонд  | ск. з/б, пост. з/б                      | ск. 2,5 м, п. 1х1х2,7 м                         | № 313 10.06.1971 р.            |
| 14.   | 479         | Пам'ятник 57 воїнам — односельчанам, загиблим на фронтах ВВВ |            | с. Гордіївка, Трощанська с/р, біля магазину                   | 1941—1945 рр.                               | 1969 р.                      | Київський худ. фонд  | об. з/бетон, пост. з/бетон              | об. 2,5 м, п. 1,2х1,5х1,5 м                     | № 313 10.06.1971 р.            |
| 15.   | 453         | Братська могила 476 воїнів Радянської армії, загиблих при визволенні с. Зозів та навколишніх сіл і пам'ятник 195 воїнам — односельчанам, загиблим на фронтах ВВВ |            | с. Зозів, Зозівська с/р, біля с/р                             | 1943—1944 рр., 1941—1945 рр.                | 1952 р.,1976 р.              | Вінницький худ. фонд | об з/бетон. ск. з/б, пост. з/б          | ск. 3 м, об. 7 м, п. 1,8х2,1х2,1 м              | № 313 10.06.1971 р.            |
| 16.   | 454         | Братська могила 562 воїнів Радянської армії, загиблих при визволенні села                                                                                        |            | с. Зозівка, Зозівківська с/р, в парку                         | 1943—1944 рр.                               | 1954 р.                      | Київський худ. фонд  | ск. з/бетон, пост. цегла                | ск. 3 м, п. 2,5х1,5х1,5 м                       | № 313 10.06.1971 р.            |
| 17.   | 455         | Братська могила 141 воїна Радянської армії, що загинули при визволенні села                                                                                      |            | с. Іваньки, Іваньківська с/р, на кладовищі                    | 1943—1944 рр.                               | 1952 р.                      | Київський худ. фонд  | ск. з/б, пост. камінь                   | ск. 5 м, п. 1,4х1,25х1,25 м                     | № 313 10.06.1971 р.            |
| 18.   | 480         | Пам'ятник 111 воїнам — односельчанам, загиблим на фронтах ВВВ |            | с. Іваньки, Іваньківська с/р, біля Будинку культури           | 1941—1945 рр.                               | 1967 р.                      | Одеський худ. фонд   | ск. з/б, пост. з/бетон                  | ск. 2,5 м, п. 2,2х1х1м                          | № 313 10.06.1971 р.            |
| 19.   | 457         | Братська могила 6 воїнів Радянської армії, загиблих при визволенні села                                                                                          |            | с. Козинці, Козинецька с/р, на кладовищі                      | 1943—1944 рр.                               | 1950 р.                      | Київський худ. фонд  | ск. з/бетон, пост. з/б                  | ск. 2,5 м, п. 1,2х1,1х1,1 м                     | № 313 10.06.1971 р.            |
| 20.   | 198         | Пам'ятник 128 воїнам — односельчанам, загиблим на фронтах ВВВ |            | с. Козинці, Козинецька с/р, біля Будинку культури             | 1941—1945 рр.                               | 1967 р.                      | Одеський худ. фонд   | ск. з/бетон, пост. з/б                  | ск. 3 м, п. 1,3х2,1х0,6 м                       | № 29 19.06.1977 р.             |
| 21.   | 460         | Братська могила 197 воїнів Радянської армії, загиблих при визволенні села і пам'ятник 117 воїнам — односельчанам, загиблим на фронтах ВВВ                        |            | с. Костянтинівка, Костянтинівська с/р, біля Будинку культури. | 1943—1944 рр., 1941—1945 рр.                | 1951 р.                      | Одеський худ. фонд   | ск. з/бетон, об. з/бетон                | ск. 2 м, п. 2,5х4х4 м, об. 10 м                 | № 313 10.06.1971 р.            |
| 22.   | 458         | Братська могила 20 воїнів Радянської армії, загиблих при визволенні села                                                                                         |            | с. Конюшівка, Брицька с/р, на кладовищі.                      | 1943—1944 рр.                               | 1957 р.                      | Київський худ. фонд  | ск. з/бетон, пост. з/б                  | ск. 1,9 м, п. 1х1х м                            | № 313 10.06.1971 р.            |
| 23.   | 459         | Братська могила 17 воїнів Радянської армії, загиблих при визволенні села                                                                                         |            | с. Королівка, Щасливська с/р, на кладовищі                    | 1943—1944 рр.                               | 1953 р.                      | Київський худ. фонд  | ск. з/бетон, пост. з/б                  | ск. 2,6 м, п. 1х0,8х1 м                         | № 313 10.06.1971 р.            |
| 24.   | 456         | Братська могила 60 воїнів Радянської армії, загиблих при визволенні села                                                                                         |            | с-ще Липовець, Росошанська с/р, на кладовищі                  | 1943—1944 рр.                               | 1957 р.                      | Київський худ. фонд  | ск. з/б, пост. камінь                   | ск. 2,7 м, п. 1,1х1,75х1,97 м                   | № 313 10.06.1971 р.            |
| 25.   | 375         | Братська могила жертв фашизму |            | с-ще Липовець, Росошанська с/р, на полі                       | 1942 р.                                     | 1955 р.                      | Одеський худ. фонд   | ск. з/бетон, пост. бетон                | ск. 2,5 м, п. 1х1,5х1,5 м                       | № 96 17.02.1983 р.             |
| 26.   | 463         | Братська могила 91 воїна Радянської армії, що загинули при визволенні села і пам'ятник 144 воїнам — односельчанам, загиблим на фронтах ВВВ                       |            | с. Лозувата, Лозуватська с/р, біля школи                      | 1943—1944 рр.                               | 1954 р.                      | Київський худ. фонд  | ск. з/бетон, пост. цегла                | ск. 2,46 м, п. 1,1х1,7х1,88 м                   | № 313 10.06.1971 р.            |
| 27.   | 464         | Братська могила 109 воїнів Радянської армії, загиблих при визволенні села                                                                                        |            | с. Лукашівка, Лукашівська с/р, біля Будинку культури          | 1943—1944 рр.                               | 1954 р.                      | Одеський худ. фонд   | ск. з/бетон, пост. цегла                | ск. 2 м, п. 1,5х1х0,9 м                         | № 313 10.06.1971 р.            |
| 28.   | 467         | Братська могила 191 воїнів Радянської армії, загиблих при визволенні села                                                                                        |            | с. Нападівка, Нападівська с/р, біля школи                     | 1943—1944 рр.                               | 1952 р.                      | Одеський худ. фонд   | ск. з/бетон, пост. з/б                  | ск. 1,7 м, п. 0,3х1,3х1,06 м                    | № 313 10.06.1971 р.            |
| 29.   | 482         | Пам'ятник 120 воїнам — односельчанам, загиблим на фронтах ВВВ |            | с. Нападівка, Нападівська с/р, біля школи                     | 1941—1945 рр.                               | 1969 р.                      | місцеві майстри      | об. з/б, ск. граніт, пост. з/б          | об. 5 м, ск. 1,8х1 м, п. 0,3х2,3х2 м            | № 313 10.06.1971 р.            |
| 30.   | 82          | Братська могила 300 жертв голодомору |            | с. Нападівка, Нападівська с/р, на кладовищі                   | 1932—1933 рр.                               | 1992 р.                      | місцеві майстри      | з/бетон                                 | 2,5 м                                           | № 501 20.12.1993 р.            |
| 31.   | 42          | Братська могила 155 воїнів Радянської армії, загиблих при визволенні села                                                                                        |            | с. Нападівка, Нападівська с/р, біля школи                     | 1944 р.                                     | 1987 р.                      | місцеві майстри      | з/бетон                                 | 1,5 м                                           | № 82 03.04.1990 р.             |
| 32.   | 40          | Пам'ятник 32 воїнам — односельчанам, загиблим на фронтах ВВВ |            | с. Нарцизівка, Лукашівська с/р, біля клубу                    | 1941—1945 рр.                               | 1988 р.                      | місцеві майстри      | цегла, цемент                           | 2,2 м                                           | № 82 03.04.1990 р.             |
| 33.   | 483         | Братська могила 77 воїнів Радянської армії, загиблих при визволенні села і пам'ятник воїнам — односельчанам, загиблим на фронтах ВВВ                             |            | с. Нова Прилука, Новоприлуцька с/р, біля Будинку культури     | 1943—1944 рр., 1941—1945 рр.                | 1965 р.                      | Київський худ. фонд  | об. граніт, пост. цегла                 | об. 2,7 м, п. 2,2х1,1х0,32                      | № 313 10.06.1971 р.            |
| 34.   | 469         | Братська могила 243 воїнів Радянської армії, загиблих при визволенні села                                                                                        |            | с. Попівка, Попівська с/р, на кладовищі                       | 1943—1944 рр.                               | 1951 р.                      | Київський худ. фонд  | ск. з/бетон, пост. з/бетон              | ск. 2,5 м, п. 2,6х1,4х1,6 м                     | № 313 10.06.1971 р.            |
| 35.   | 484         | Пам'ятник 225 воїнам — односельчанам, загиблим на фронтах ВВВ |            | с. Попівка, Попівська с/р, біля Будинку культури              | 1941—1945 рр.                               | 1967 р.                      | Одеський худ. фонд   | ск. з/бетон,                            | ск. 2,6 м, п. 3х1,2х1,2 м                       | № 313 10.06.1971 р.            |
| 36.   | 200         | Пам'ятник 89 воїнам — односельчанам, загиблим на фронтах ВВВ |            | с. Приборівка, Приборівська с/р, біля с/р                     | 1941—1945 рр.                               | 1972 р.                      | ск. В. І. Буденко    | ск. з/бетон                             | ск. 2 м, п. 1,6х1,7х1,7 м                       | № 29 19.06.1977                |
| 37.   | 471         | Братська могила 503 воїнів Радянської армії, загиблих при визволенні села і пам'ятник 261 воїнові-односельцю, що загинули на фронтах ВВВ                         |            | с. Росоша, Росошанська с/р, біля клубу                        | 1943—1944 рр., 1941—1945 рр.                | 1975 р.                      | Київський худ. фонд  | ск. з/б, об. з/б з/бетон                | ск. 2,5 м. об. 9 м, п. 1,5х1,82х4 м             | № 313 10.06.1971 р.            |
| 38.   | 35          | Братська могила жертв голодомору |            | с. Росоша, Росошанська с/р, на кладовищі                      | 1932—1933 рр.                               | 1996 р.                      | місцеві майстри      | дерево                                  | 2,5 м                                           | № 443 22.12.97 р.              |
| 39.   | 473474      | Братська могила 50 воїнів Радянської армії, загиблих при визволенні села і пам'ятник 111 воїнам — односельчанам, загиблим на фронтах ВВВ                         |            | с. Пеньківка, Козинецька с/р, біля клубу                      | 1943—1944 рр., 1941—1945 рр.                | 1954 р.,1968 р.              | Київський худ. фонд  | ск. з/б, пост. бетоноб. з/б, пост. з/б  | ск. 2 м, п. 1,5х1,2х1,2 м, об. 12 м, п. 6х3х3 м | № 313 10.06.71 р.              |
| 40.   | 124         | Пам'ятник 354 воїнам — односельчанам, загиблим на фронтах ВВВ |            | с. Сиваківці, Сиваковецька с/р, біля школи                    | 1941—1945 рр.                               | 1970 р.                      | місцеві майстри      | цегла, бетон                            | об. 3,2 м                                       | № 228 22.05.85 р.              |
| 41.   | 472         | Братська могила 394 воїнів Радянської армії, загиблих при визволенні села                                                                                        |            | с. Скитка, Скитківська с/р, на кладовищі                      | 1943—1944 рр.                               | 1955 р.                      | Київський худ. фонд  | ск. з/б, пост. з/б                      | ск. 2,8 м, п. 1,1х1,8х1,8 м                     | № 313 10.06.1971 р.            |
| 42.   | 486         | Пам'ятник 159 воїнам — односельчанам, загиблим на фронтах ВВВ |            | с. Скитка, Скитківська с/р, біля Будинку культури             | 1941—1945 рр.                               | 1967 р.                      | Одеський худ. фонд   | ск. з/б, пост. з/б                      | ск. 2,5 м, п. 2,4х1,4х0,9 м                     | № 313 10.06.1971 р.            |
| 43.   | 41          | Пам'ятний знак на місці загибелі Героя Радянського Союзу Шевченка Б. Д.                                                                                          |            | с. Скитка, Скитківська с/р, біля контори КСП                  | 1944 р.                                     | 1988 р.                      | місцеві майстри      | з/бетон                                 | 3,2 м                                           | № 82 03.04.1990 р.             |
| 44.   | 201         | Пам'ятник 113 воїнам — односельчанам, загиблим на фронтах ВВВ |            | с. Славна, Славнянська с/р, біля Будинку культури             | 1941—1945 рр.                               | 1972 р.                      | Одеський худ. фонд   | ск. з/б, пост. з/б об. з/б              | ск. 1,8 м, об. 2,8 м, п. 0,4х2,1х2,1 м          | № 29 19.06.1977 р.             |
| 45.   | 475         | Братська могила 114 воїнів Радянської армії, загиблих при визволенні села і пам'ятник 106 воїнам — односельчанам, загиблим на фронтах ВВВ                        |            | с. Стара Прилука, Староприлуцька с/р, біля контори КСП        | 1943—1944 рр., 1941—1945 рр.                | 1952 р.                      | місцеві майстри      | об. граніт, пост. граніт                | об. 7,5 м, п. 2,8х1,6х1,6 м                     | № 313 10.06.1971 р.            |
| 46.   | 202         | Пам'ятник 202 воїнам — односельчанам, загиблим на фронтах ВВВ |            | с. Струтинка, Струтинська с/р, біля школи                     | 1941—1945 рр.                               | 1973 р.                      | Одеський худ. фонд   | ск. з/б, пост. з/б                      | ск. 3 м, п. 1,2х1,6х8,4 м                       | № 29 19.06.1977 р.             |
| 47.   | 487         | Пам'ятник 109 воїнам — односельчанам, загиблим на фронтах ВВВ |            | с. Троща, Трощанська с/р, біля клубу                          | 1941—1945 рр.                               | 1967 р.                      | Одеський худ. фонд   | ск. з/б, пост. з/бетон                  | ск. 2,5 м, п. 3х1х1,5 м                         | № 313 10.06.1971 р.            |
| 48.   | 476         | Братська могила 82 воїнів Радянської армії, загиблих при визволенні села                                                                                         |            | смт Турбів, Турбівська сел/р, в парку                         | 1943—1944 рр.                               | 1950 р.                      | Київський худ. фонд  | ск. з/б, пост. з/б                      | ск. 2,5 м., п. 1,4х1,5х3 м                      | № 313 10.06.1971 р.            |
| 49.   | 488         | Пам'ятник 165 воїнам — односельчанам, загиблим на фронтах ВВВ |            | смт Турбів, Турбівська сел/р, біля с/р                        | 1941—1945 рр.                               | 1967 р.                      | Київський худ. фонд  | об. з/бетон, п. цегла                   | об. 2 м, п. 5х1,3х0,5 м                         | № 313 10.06.1971 р.            |
| 50.   | 489         | Братська могила 213 воїнів Радянської армії, загиблих при визволенні села і пам'ятник 191 воїнам — односельчанам, загиблим на фронтах ВВВ                        |            | с. Щаслива, Щасливська с/р, біля Будинку культури             | 1943—1944 рр., 1941—1945 рр.                | 1969 р.                      | Київський худ. фонд  | ск. з/б, пост. з/б                      | ск. 3,5 м, п. 4х1,20х2,20 м                     | № 313 10.06.1971 р.            |
| 51.   | 478         | Братська могила 212 воїнів Радянської армії, загиблих при визволенні села                                                                                        |            | с. Ясенки, Лукашівська с/р, на кладовищі                      | 1943—1944 рр.                               | 1950 р.                      | Київський худ. фонд  | ск. з/б, пост. з/б                      | ск. 2,57 м, п. 0,8х0,7х0,5 м                    | № 313 10.06.1971 р.            |
| 52.   | 90          | Пам'ятник 49 воїнам — односельчанам, загиблим на фронтах ВВВ |            | с. Ясенки, Лукашівська с/р, на кладовищі                      | 1941—1945 рр.                               | 1950 р.                      | місцеві майстри      | цегла, бетон                            | об. 2,3 м                                       | № 228 22.05.1985 р.            |
|       |             | |            |                                                               |                                             |                              |                      |                                         |                                                 |                                |

## Джерело
- Пам'ятки Вінницької області [Архівовано 19 червня 2012 у Wayback Machine.]